# Vladimir Potkine
Vladimir Potkine (parfois orthographié Potkin, en russe : Владимир Алексеевич Поткин) est un joueur d'échecs russe né le 28 juin 1982 et champion d'Europe en 2011.

## Biographie et carrière
Grand maître international depuis 2001, Potkine remporta le championnat d'Europe d'échecs individuel à Aix-les-Bains en avril 2011 grâce à un meilleur départage sur Radoslaw Wojtaszek, Judit Polgar et Aleksandr Moiseenko.
Ce résultat le qualifiait pour la Coupe du monde d'échecs 2011 disputée à Khanty-Mansiïsk en Russie. Lors de la coupe du monde, il battit Yuri Shulman au premier tour, puis Alexeï Chirov au deuxième tour et Nikita Vitiougov au troisième tour. Il perdit face à Aleksandr Grichtchouk au quatrième tour (huitième de finale).
En 2012, il finit premier ex æquo avec cinq autres joueurs de la superfinale du championnat de Russie d'échecs et termina cinquième des départages en parties rapides.
Il fut l'un des quatre secondants de Sergueï Kariakine au championnat du monde d'échecs 2016.